# Sandra Schaffarzik
Sandra Schaffarzik (ur. 22 czerwca 1987 w Norymberdze) – niemiecka lekkoatletka specjalizująca się w rzucie oszczepem.
W 2006 zdobyła w Pekinie tytuł mistrzyni świata juniorów rzutem na odległość 60,45. Wynik ten jest rekordem życiowym zawodniczki. Występuje w barwach ESV-Nürnberg Rbf.

## Progresja wyników
| Rok           | 2003  | 2004  | 2005  | 2006  | 2007  | 2008  | 2009  | 2010  |
| Odległość (m) | 48,58 | 49,67 | 55,49 | 60,45 | 56,26 | 58,62 | 57,51 | 54,84 |